# Harpalyce parvifolia
Harpalyce parvifolia är en ärtväxtart som beskrevs av Howard Samuel Irwin och Mary Therese Kalin Arroyo. Harpalyce parvifolia ingår i släktet Harpalyce och familjen ärtväxter. Inga underarter finns listade i Catalogue of Life.